# Campionati europei di nuoto 2010 - 50 metri farfalla maschili
Le qualifiche per la semifinale si sono svolte la mattina del 9 agosto 2010, mentre la semifinale si è svolta la sera dello stesso giorno. La finale, invece, si è svolta la sera del 10 agosto 2010.

## Medaglie
| Posizione | Atleta             | Paese   |
| --------- | ------------------ | ------- |
| Oro       | Rafael Muñoz Pérez | Spagna  |
| Argento   | Frédérick Bousquet | Francia |
| Bronzo    | Evgeny Korotyshkin | Russia  |

## Record
Prima della manifestazione il record del mondo (RM), il record europeo (EU) e il record dei campionati (RC) erano i seguenti.
| Record mondiale       | 22"43 | Rafael Muñoz Pérez Spagna | 5 aprile 2009 Malaga, Spagna         |
| Record europeo        | 22"43 | Rafael Muñoz Pérez Spagna | 5 aprile 2009 Malaga, Spagna         |
| Record dei campionati | 23"11 | Milorad Čavić Serbia      | 19 marzo 2008 Eindhoven, Paesi Bassi |

Durante la competizione non sono stati migliorati record.

## Risultati batterie
Sono ammessi alla finale solo due atleti per ogni nazione.
| Pos. | Atleta                    | Nazionalità          | Tempo       | Batteria    | Corsia      | Note        |
| ---- | ------------------------- | -------------------- | ----------- | ----------- | ----------- | ----------- |
| 1    | Rafael Muñoz Pérez        | Spagna               | 23.47       | 8           | 4           |             |
| 2    | Steffen Deibler           | Germania             | 23.56       | 6           | 4           |             |
| 3    | Frédérick Bousquet        | Francia              | 23.66       | 8           | 5           |             |
| 4    | Mario Todorovic           | Croazia              | 23.72       | 7           | 3           |             |
| 5    | Evgeny Korotyshkin        | Russia               | 23.84       | 7           | 4           |             |
| 6    | Joeri Verlinden           | Paesi Bassi          | 23.90       | 8           | 3           |             |
| 7    | Jakob Andkjær             | Danimarca            | 23.94       | 7           | 5           |             |
| 8    | Alexei Puninski           | Croazia              | 23.95       | 6           | 1           |             |
| 9    | Mattia Nalesso            | Italia               | 23.97       | 8           | 6           |             |
| 10   | Francois Heersbrandt      | Belgio               | 24.03       | 6           | 5           |             |
| 11   | Martin Spitzer            | Austria              | 24.06       | 7           | 6           |             |
| 11   | Ivan Lenđer               | Serbia               | 24.06       | 8           | 2           |             |
| 13   | Yevgeniy Lazuka           | Azerbaigian          | 24.16       | 2           | 2           |             |
| 13   | Peter Mankoč              | Slovenia             | 24.16       | 7           | 7           |             |
| 15   | Duje Draganja             | Croazia              | 24.26       | 4           | 5           |             |
| 16   | Nikolay Skvortsov         | Russia               | 24.30       | 6           | 3           |             |
| 17   | Krisztián Takács          | Ungheria             | 24.36       | 8           | 7           |             |
| 18   | Alon Mandel               | Israele              | 24.38       | 4           | 1           |             |
| 18   | Antony James              | Regno Unito          | 24.38       | 7           | 2           |             |
| 20   | Dominik Straga            | Croazia              | 24.39       | 3           | 6           |             |
| 21   | Michal Rubacek            | Rep. Ceca            | 24.48       | 7           | 8           |             |
| 22   | Alexandre Bakhtiarov      | Cipro                | 24.49       | 6           | 8           |             |
| 23   | Peter Hos                 | Ungheria             | 24.58       | 5           | 4           |             |
| 24   | Radovan Siljevski         | Serbia               | 24.60       | 5           | 6           |             |
| 25   | Petter Stymne             | Svezia               | 24.64       | 7           | 1           |             |
| 26   | Martin Verner             | Rep. Ceca            | 24.65       | 6           | 7           |             |
| 27   | Jan Sefl                  | Rep. Ceca            | 24.70       | 1           | 4           |             |
| 28   | Stefano Mauro Pizzamiglio | Italia               | 24.72       | 6           | 6           |             |
| 29   | Paulius Viktoravicius     | Lituania             | 24.73       | 3           | 1           |             |
| 30   | Pavels Kondrahins         | Lettonia             | 24.75       | 4           | 4           |             |
| 31   | Stefanos Dimitriadis      | Grecia               | 24.78       | 5           | 1           |             |
| 32   | Duarte Rafael Mourao      | Portogallo           | 24.79       | 5           | 5           |             |
| 33   | Ville Tirroniemi          | Finlandia            | 24.83       | 5           | 8           |             |
| 34   | Marco Belotti             | Italia               | 24.86       | 8           | 1           |             |
| 35   | Artem Pron'               | Ucraina              | 24.87       | 6           | 2           |             |
| 36   | Denys Dubrov              | Ucraina              | 24.88       | 8           | 8           |             |
| 37   | Nikola Simić              | Serbia               | 24.90       | 3           | 5           |             |
| 37   | Goksu Bicer               | Turchia              | 24.90       | 4           | 6           |             |
| 39   | Martin Liivamagi          | Estonia              | 24.99       | 2           | 7           |             |
| 39   | Zoltán Horváth            | Ungheria             | 24.99       | 3           | 3           |             |
| 41   | Manu Maentymaeki          | Finlandia            | 25.00       | 5           | 3           |             |
| 42   | Robert Zbogar             | Slovenia             | 25.11       | 4           | 8           |             |
| 43   | Sten Indrikson            | Estonia              | 25.12       | 3           | 8           |             |
| 43   | Norbert Trandafir         | Romania              | 25.12       | 4           | 3           |             |
| 45   | Bence Pulai               | Ungheria             | 25.15       | 4           | 2           |             |
| 46   | Alexandr Bashlakov        | Bielorussia          | 25.19       | 3           | 2           |             |
| 47   | Apostolos Tsagkarakis     | Grecia               | 25.27       | 4           | 7           |             |
| 47   | Illya Chuev               | Ucraina              | 25.27       | 5           | 7           |             |
| 49   | Pavels Vilcans            | Lettonia             | 25.41       | 5           | 2           |             |
| 50   | Kaan Tayla                | Turchia              | 25.52       | 1           | 3           |             |
| 51   | Ensar Hajder              | Bosnia ed Erzegovina | 25.53       | 2           | 6           |             |
| 52   | Ari-Pekka Liukkonen       | Finlandia            | 25.86       | 3           | 4           |             |
| 53   | Danil Haustov             | Estonia              | 26.24       | 2           | 4           |             |
| 54   | Nenad Simic               | Bosnia ed Erzegovina | 26.51       | 2           | 5           |             |
| 55   | Benjamin Buca             | Bosnia ed Erzegovina | 26.53       | 3           | 7           |             |
| 56   | Pauli O. Mohr             | Fær Øer              | 27.02       | 2           | 3           |             |
|      | Mario Sulkja              | Albania              | non partito | non partito | non partito | non partito |

## Semifinale
| Pos. | Atleta               | Nazionalità | Batteria     | Corsia       | Tempo        | Note         |
| ---- | -------------------- | ----------- | ------------ | ------------ | ------------ | ------------ |
| 1    | Rafael Muñoz Pérez   | Spagna      | 2            | 4            | 23.15        |              |
| 2    | Frédérick Bousquet   | Francia     | 2            | 5            | 23.30        |              |
| 3    | Steffen Deibler      | Germania    | 1            | 4            | 23.56        |              |
| 4    | Mario Todorovic      | Croazia     | 1            | 5            | 23.62        |              |
| 5    | Joeri Verlinden      | Paesi Bassi | 1            | 3            | 23.66        |              |
| 6    | Ivan Lenđer          | Serbia      | 1            | 7            | 23.81        |              |
| 7    | Jakob Andkjær        | Danimarca   | 2            | 6            | 23.83        |              |
| 8    | Evgeny Korotyshkin   | Russia      | 2            | 3            | 23.90        |              |
| 9    | Francois Heersbrandt | Belgio      | 1            | 2            | 23.96        |              |
| 10   | Martin Spitzer       | Austria     | 2            | 7            | 24.00        |              |
| 11   | Mattia Nalesso       | Italia      | 2            | 2            | 24.10        |              |
| 12   | Peter Mankoč         | Slovenia    | 1            | 1            | 24.11        |              |
| 13   | Nikolay Skvortsov    | Russia      | 2            | 8            | 24.23        |              |
| 14   | Yevgeniy Lazuka      | Azerbaigian | 2            | 1            | 24.28        |              |
| 15   | Krisztián Takács     | Ungheria    | 1            | 8            | 24.37        |              |
|      | Alexei Puninski      | Croazia     | squalificato | squalificato | squalificato | squalificato |

## Finale
| Pos. | Atleta             | Nazionalità | Corsia | Tempo | Note |
| ---- | ------------------ | ----------- | ------ | ----- | ---- |
|      | Rafael Muñoz Pérez | Spagna      | 4      | 23.17 |      |
|      | Frédérick Bousquet | Francia     | 5      | 23.41 |      |
|      | Evgeny Korotyshkin | Russia      | 8      | 23.43 |      |
| 4    | Steffen Deibler    | Germania    | 3      | 23.63 |      |
| 5    | Mario Todorovic    | Croazia     | 6      | 23.68 |      |
| 6    | Joeri Verlinden    | Paesi Bassi | 2      | 23.77 |      |
| 7    | Jakob Andkjær      | Danimarca   | 1      | 23.78 |      |
| 8    | Ivan Lenđer        | Serbia      | 7      | 23.94 |      |